# Montagnac-Montpezat
Pour les articles homonymes, voir Montagnac et Montpezat.
Montagnac-Montpezat [mɔ̃taɲak mɔ̃pəza] est une commune française située dans le département des Alpes-de-Haute-Provence, en région Provence-Alpes-Côte d'Azur. Elle a été formée le 1er janvier 1974 par fusion-association des communes préexistantes de Montpezat et de Montagnac, selon la loi du 16 juillet 1971 (la première des deux communes était alors quasiment vidée de ses habitants).
En conséquence, la commune regroupe actuellement deux villages (Montagnac et Montpezat), distants d'environ 4 kilomètres, qui sont chacun le centre d'une section de commune pourvue de son propre POS, de sa propre police et de son propre état-civil. Un certain nombre d'infrastructures sont également théoriquement ou effectivement doublées (cimetière, traitement des eaux usées, pompage et de traitement de l'eau potable pour Montpezat, terrains de sport, CCAS, etc.). Le nom de ses habitants est Montagnacais (pour le village de Montagnac) et Montpezatiens (pour le village de Montpezat).
En 2009, les habitants de Montpezat ont demandé à la Préfecture des Alpes-de-Haute-Provence par pétition à la majorité de plus de deux tiers des habitants et électeurs, que leur section de commune soit rétablie comme commune à part entière, les prérogatives de la fusion-association de 1974 n'étant pas respectées par la municipalité en place[réf. nécessaire].
Le nom actuel de la commune (en provençal) est Montanhac e Montpesat selon la norme classique et Mountagna-Mountpesat selon la norme mistralienne.

## Géographie

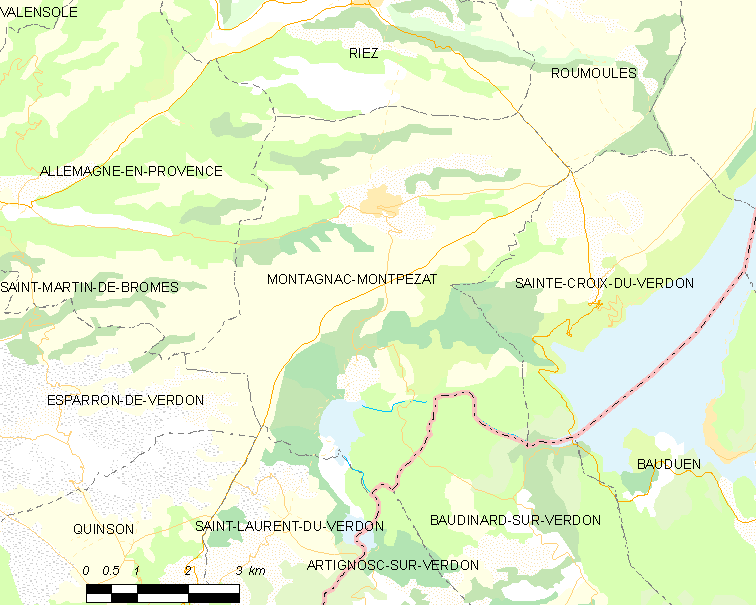
Montagnac-Montpezat et les communes voisines (Cliquez sur la carte pour accéder à une grande carte avec la légende).

Le territoire de Montagnac-Montpezat, dont la superficie est de 3 418 hectares et dont l'altitude est comprise entre 394 et 653 mètres, est délimité au sud par le cours moyen du Verdon au niveau des gorges de Baudinard, en limite avec le département du Var (83). Il s'étend au nord jusqu'à la commune d'Allemagne-en-Provence et jusqu'à la vallée du Colostre. Il comprend deux centres de peuplement distants d'environ quatre kilomètres : les villages historiques de Montagnac et de Montpezat, deux communes associées auxquelles correspondent des milieux naturels distincts : les basses gorges du Verdon, pour Montpezat et le plateau de Valensole pour Montagnac.
Selon le recensement de 1999, la commune de Montagnac-Montpezat comptait alors 321 habitants (source : Insee). À l'instar de la plupart des villages alentour, Montagnac-Montpezat connaît un accroissement saisonnier considérable de sa population, en été, du fait d'un important tourisme lié à l'attrait des gorges du Verdon et surtout, à la présence de deux centres d'hébergement touristique privés à Montpezat.
Montagnac-Montpezat fait partie du Parc naturel régional du Verdon, du canton de communes de Riez et, sur décision de l'actuelle municipalité, de la Communauté de communes Durance-Luberon-Verdon.

### Sites
Le village de Montpezat est situé en position dominante sur un mamelon argilo-calcaire, sur le piémont du plateau de Valensole. Il surplombe ainsi la dépression créée par la vallée du Verdon au niveau des gorges de Baudinard et occupée, depuis les années 1970, par les eaux de la retenue artificielle de Quinson.
Le village de Montagnac est situé au nord de celui-ci, à équidistance de la ligne que fait le bord du plateau de Valensole. Il y occupe le sommet d'une colline, un ancien site castral qui domine le creux d'une dépression.
De ce fait, le territoire de la récente commune de Montagnac-Montpezat réunit différents écosystèmes : il est formé en partie du plateau de Valensole (plaines de Giraud et de Puberclaire) et des gorges du Verdon (Saut du Bouc).

### Transports

#### Voies routières
Une route départementale relie le village d'Allemagne-en-Provence à Montagnac, la RD 111. La commune est également desservie par la RD 211.

#### Services autocars

##### Lignes intercommunales
Le village est relié par une ligne intercommunale du réseau Trans'Agglo :
| Ligne | Tracé |
| ----- | --- |
| 134   | Esparron-de-Verdon ↔ Quinson ↔ Saint-Laurent-du-Verdon ↔ Montagnac-Montpezat ↔ Riez (Transport à la demande) |

##### Lignes scolaires
Des lignes de transports scolaires ont été mises en place pour rallier le collège de Riez ainsi que les lycées et collèges de Manosque. Ces lignes sont financées par la communauté d'agglomération Durance-Luberon-Verdon au travers du réseau Trans'Agglo. En plus des lignes existantes du réseau, d'autres ont été rajoutées.
| Ligne   | Tracé                                       |
| ------- | ------------------------------------------- |
| 143 S   | Montagnac-Montpezat ↔ Riez                  |
| 181 RPI | Montagnac-Montpezat ↔ Allemagne-en-Provence |

### Géologie et paysage
Sur la rive gauche du Verdon, les lithosols n’ont jamais permis le développement d’une forêt.
La commune compte 1 400 ha de bois et forêts.

### Communes limitrophes
Remarque : les communes données ci-dessus sont celles qui sont réellement limitrophes (sur le plan de leurs limites administratives) avec Montagnac-Montpezat, même sur quelques centaines de mètres ; Quinson malgré la proximité de son territoire ne touche pas physiquement la commune.
Référence:

### Hydrographie
Le Verdon arrose la commune de Montagnac-Montpezat.
Le lac de Montpezat.

### Risques naturels et technologiques
Aucune des 200 communes du département n'est en zone de risque sismique nul. Le canton de Riez auquel appartient Montagnac-Montpezac est en zone 1b (sismicité faible) selon la classification déterministe de 1991, basée sur les séismes historiques, et en zone 3 (risque modéré) selon la classification probabiliste EC8 de 2011. La commune de Montagnac-Montpezac est également exposée à trois autres risques naturels :
- feu de forêt,
- inondation (dans la vallée de la Bléone),
- mouvement de terrain : la commune est presque entièrement concernée par un aléa moyen à fort[9].

La commune de Montagnac-Montpezac est de plus exposée à deux risques d’origine technologique :
- celui de transport de matières dangereuses par route[10]. La départementale RD11 peut être empruntée par les transports routiers de marchandises dangereuses[11] ;
- celui de rupture de barrage, la commune étant située sous deux barrages importants :
  - en cas de rupture du barrage de Sainte-Croix, la vallée du Verdon serait menacée par l’onde de submersion, Montagnac-Montpezat étant dans la zone de proximité immédiate[12];
  - la commune fait également partie de la zone d’inondation spécifique en cas de rupture du barrage de Castillon[12],[13]. Si cette rupture advenait, l’onde de submersion passerait en crête au-dessus de celui de Chaudanne[14], et ne serait retenue que quelques minutes par le barrage de Sainte-Croix. Une heure et demie après la rupture du barrage de Castillon, l’onde de submersion arriverait dans la commune de Montagnac-Montpezat, la traversant en six minutes, gorges de Baudinard comprises[15].

Le plan de prévention des risques naturels prévisibles (PPR) de la commune a été approuvé en 1998 pour les risques d’inondation et de séisme ; le Dicrim n’existe pas.

### Toponymie
Le nom de Montagnac, tel qu’il apparaît pour la première fois dans les textes (in castro Montaniacus vers 1020), montre que l'étymologie est semblable à celle des autres Montagnac du sud de la France (Montigny et Montagny du nord et du domaine francoprovençal). Selon Albert Dauzat et Charles Rostaing, il s'agit du nom propre romain Montanius, suivi du suffixe gallo-roman -acum. Les autres toponymistes donnent la même explication,,. Il s'agit d'un des rares exemples de toponymes en -acum en Provence où il est généralement remplacé par le suffixe latin -anum.
Le nom de Montpezat apparaît pour la première fois en 1138 (Mont Pesad) : il a été interprété de différentes manières plus ou moins fantaisistes depuis le XIXe siècle : il a ainsi pu être rapproché du Latin mons petra, c'est-à-dire « mont de pierre » (la partie supérieure de la colline sur laquelle se trouve le village est constituée d'un conglomérat de galets et d'argile (poudingue). À l'instar d'autres Montpezat, son nom pourrait encore venir du participe de pensare : peser, et il conserverait ainsi le souvenir d'un droit de péage[réf. nécessaire] ; pour Ernest Nègre, c’est un composé de l’occitan mont et du verbe pezar, être difficile, pénible, ce qui sert à décrire la montagne fortifiée. Sur la supposition que le nom vient de Mons + pedare (échalasser en latin), ce qui indiquerait une fortification en bois ou de terre charpentées de bois.

### Climat
Pour des articles plus généraux, voir Climat de Provence-Alpes-Côte d'Azur et Climat des Alpes-de-Haute-Provence.
En 2010, le climat de la commune est de type climat méditerranéen altéré, selon une étude du Centre national de la recherche scientifique s'appuyant sur une série de données couvrant la période 1971-2000. En 2020, Météo-France publie une typologie des climats de la France métropolitaine dans laquelle la commune est dans une zone de transition entre le climat de montagne et le climat méditerranéen et est dans la région climatique Provence, Languedoc-Roussillon, caractérisée par une pluviométrie faible en été, un très bon ensoleillement (2 600 h/an), un été chaud (21,5 °C), un air très sec en été, sec en toutes saisons, des vents forts (fréquence de 40 à 50 % de vents > 5 m/s) et peu de brouillards.
Pour la période 1971-2000, la température annuelle moyenne est de 11,6 °C, avec une amplitude thermique annuelle de 16,8 °C. Le cumul annuel moyen de précipitations est de 785 mm, avec 6,5 jours de précipitations en janvier et 3,5 jours en juillet. Pour la période 1991-2020, la température moyenne annuelle observée sur la station météorologique de Météo-France la plus proche, « Valensole », sur la commune de Valensole à 11 km à vol d'oiseau, est de 13,3 °C et le cumul annuel moyen de précipitations est de 671,6 mm. 
La température maximale relevée sur cette station est de 41,1 °C, atteinte le 28 juin 2019 ; la température minimale est de −10 °C, atteinte le 4 février 2012,,.
Les paramètres climatiques de la commune ont été estimés pour le milieu du siècle (2041-2070) selon différents scénarios d'émission de gaz à effet de serre à partir des nouvelles projections climatiques de référence DRIAS-2020. Ils sont consultables sur un site dédié publié par Météo-France en novembre 2022.

## Urbanisme

### Typologie
Au 1er janvier 2024, Montagnac-Montpezat est catégorisée commune rurale à habitat dispersé, selon la nouvelle grille communale de densité à 7 niveaux définie par l'Insee en 2022.
Elle est située hors unité urbaine et hors attraction des villes,.

### Occupation des sols
L'occupation des sols de la commune, telle qu'elle ressort de la base de données européenne d’occupation biophysique des sols Corine Land Cover (CLC), est marquée par l'importance des territoires agricoles (55,7 % en 2018), en diminution par rapport à 1990 (56,6 %). La répartition détaillée en 2018 est la suivante : 
terres arables (48,4 %), forêts (37,9 %), zones agricoles hétérogènes (7,3 %), milieux à végétation arbustive et/ou herbacée (3,5 %), eaux continentales (1,8 %), zones urbanisées (1 %).
L'évolution de l’occupation des sols de la commune et de ses infrastructures peut être observée sur les différentes représentations cartographiques du territoire : la carte de Cassini (XVIIIe siècle), la carte d'état-major (1820-1866) et les cartes ou photos aériennes de l'IGN pour la période actuelle (1950 à aujourd'hui).

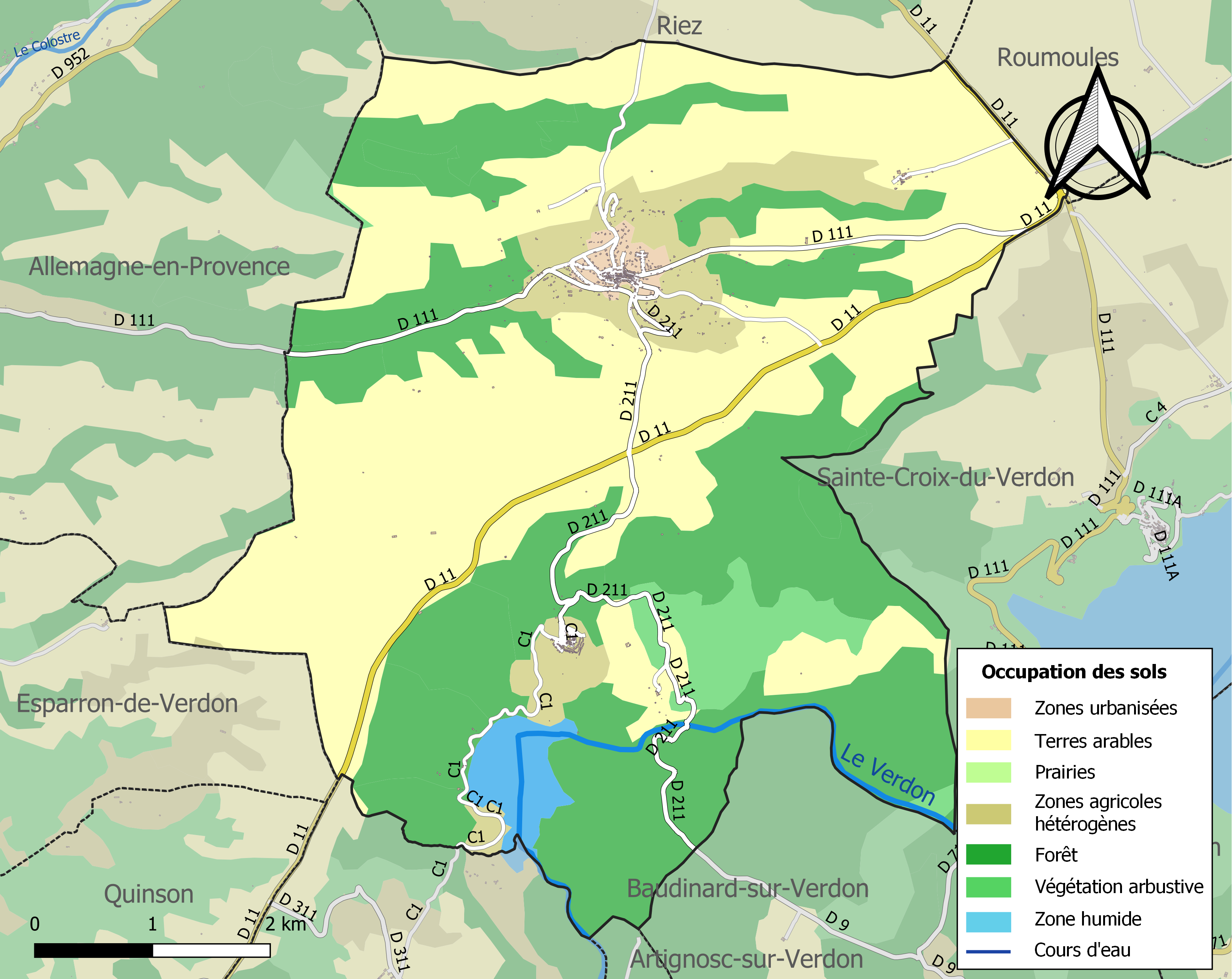
Carte de l'occupation des sols de la commune en 2018 (CLC).

## Histoire

### Montagnac

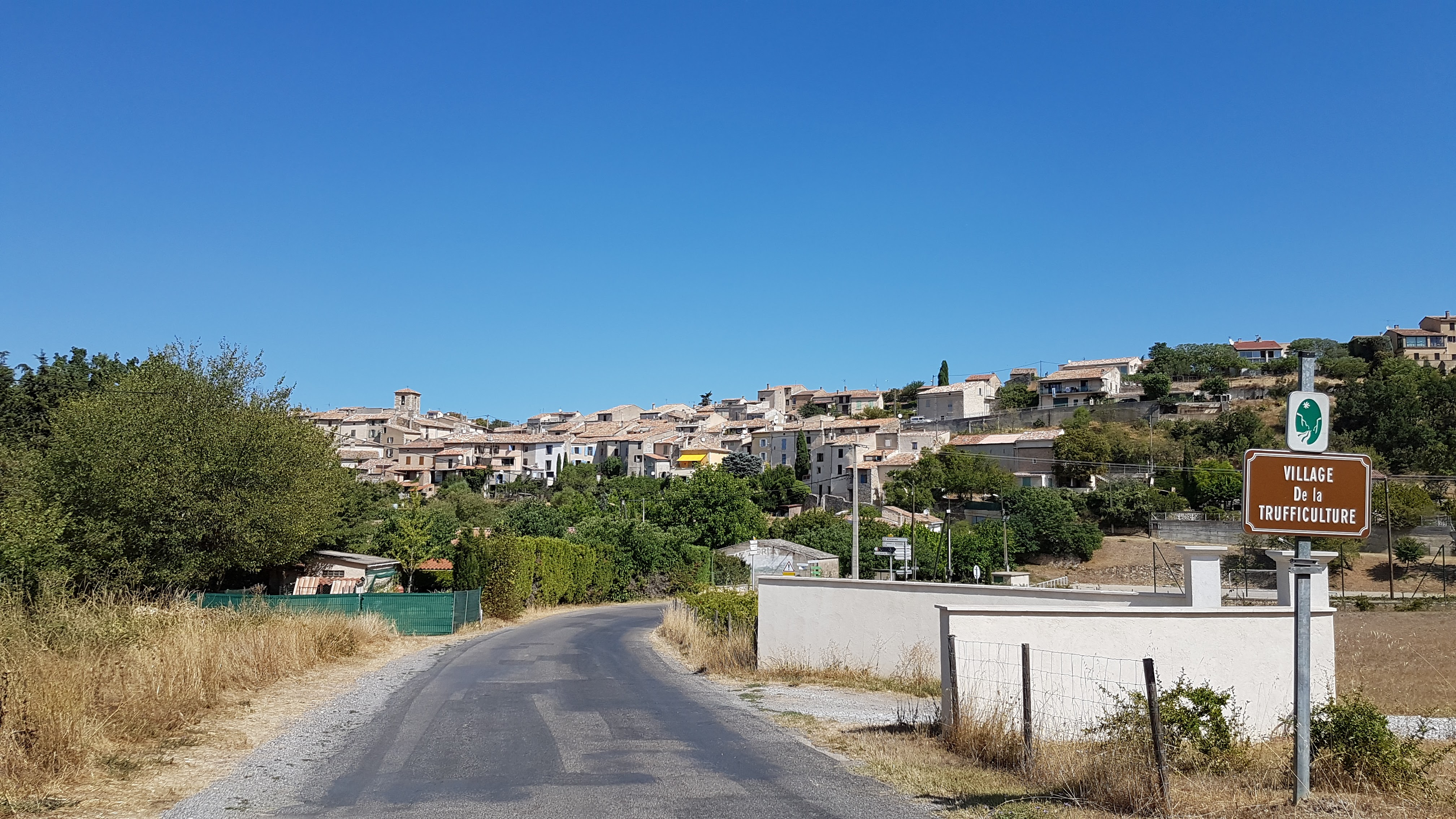
Vue du village de Montagnac en venant de Montpezat

Le village de Montagnac, nommé « Montagnac-les-Truffes » de 1815 à 1940[réf. nécessaire], est mentionné la première fois en 1020 (Monteniacus), et en 1419 (Castrum de Montauliaco),.
Durant cette période, Montagnac fut probablement à l'origine un castrum, qu'évoque son nom, construit au XIIe siècle. Il appartint successivement aux abbés de Lérins (XIIe siècle), aux comtes de Provence, aux évêques de Riez (de 1309 à la Révolution). Les Simiane sont coseigneurs en 1321, François Pontevès Simiane en 1672. La communauté relève de la viguerie de Moustiers tandis que le prieuré Sainte-Marie (situé au nord du village) relevait de l’évêque de Riez, sauf au XIIe siècle, quand elle appartint à l’abbaye de Lérins.
En 1590 (guerres de religion), le château-fort épiscopal (qui se trouvait à l'ouest du village actuel) est assiégé par Lavalette et 1000 hommes environ. Il est pris grâce à une trahison, l'évêque de Riez est rançonné et le village et le château sont rasés,.
Durant la Révolution, deux sociétés populaires sont créées après la fin de 1792, une à Montagnac et une à Montpezat.
Comme de nombreuses communes du département, Montagnac et Montpezat se dotent d’écoles bien avant les lois Jules Ferry : en 1863, elles en possèdent chacune une, installées au chef-lieu de chaque commune. Ces écoles dispensent une instruction primaire aux garçons. Aucune instruction n’est donnée aux filles : ni la loi Falloux (1851), qui impose l’ouverture d’une école de filles aux communes de plus de 800 habitants, ni la première loi Duruy (1867), qui abaisse ce seuil à 500 habitants, ne concernent Montagnac et Montpezat. La commune de Montagnac profite des subventions de la deuxième loi Duruy (1877) pour rénover son école, mais ce n’est qu’avec les lois Ferry que les filles des deux communes sont régulièrement scolarisées.
Renommé un temps au XIXe siècle pour ses truffes, le village était également connu pour ses tourneurs sur bois, dont un est aujourd'hui en activité.

### Montpezat
Montpezat, dont la butte (mamelon) dominait jadis une boucle formée par le cours du Verdon en amont de Quinson, est signalé pour la première fois dans les chartes en 1138.
Les abords du site étaient fréquentés dès la Préhistoire : à l'âge du bronze, ainsi que le montrent les abris sous roche dits « Grotte Murée » et « Abri du Capitaine » (dans le premier, une sépulture campaniforme de nouveau-né a été découverte, qui est considérée comme une preuve d’une hiérarchie héréditaire existant dès cette époque). La grotte des « Deux Porches » a quant à elle livré des restes de bouquetin et de cheval chassés par l’homme de Néandertal.
À l'époque romaine, plusieurs témoignages indiquent que la vigne et l'olivier y sont cultivés (parmi lesquels il faut citer au moins trois éléments de pressoirs conservés sur des propriétés privées).
Le village fut la possession des évêques de Riez (de 1234 à 1631) et des Vintimille (de 1271 à 1700). La communauté relève de la viguerie de Moustiers.
Au XVIIIe siècle, la famille d’Abran détient la seigneurie du lieu. En 1793, le château est désigné comme pouvant être détruit, mais échappe à la démolition.
Le coup d'État du 2 décembre 1851 commis par Louis-Napoléon Bonaparte contre la Deuxième République provoque un soulèvement armé dans les Basses-Alpes, en défense de la Constitution. Après l’échec de l’insurrection, une sévère répression poursuit ceux qui se sont levés pour défendre la République : 13 habitants de Montagnac, et deux de Montpezat sont traduits devant la commission mixte, la majorité étant condamnés à la déportation en Algérie.
Éprouvé par la diminution constante de sa population liée à l'exode rural dès la fin du XIXe siècle, il était presque vidé de ses habitants durant les années 1950. En 1965, Montpezat ne comptait ainsi plus que sept habitants . En 1974, comme nombre de communes du département, Montpezat fut associé au village de Montagnac (en tant que commune associée selon la loi dite « Marcellin »). La volonté des élus locaux ainsi que la proximité du lac de retenue de Quinson (le barrage fut mis en eau en 1975, lors de l'aménagement hydro-électrique de la rivière par l'EDF) ont depuis contribué à transformer le village en lieu de villégiature et de résidences secondaires.
Pour profiter de la proximité du nouveau plan d'eau et devant le succès du lac de Sainte-Croix, un important complexe touristique a notamment été construit au sud-est en bas du vieux village durant les années 1980. Ce complexe a d'abord été un site du « Club Méditerranée » avant de devenir un « village de vacances » VVF, offrant 174 logements, des courts de tennis et une piscine.

## Héraldique
|  | Blasonnement : D'azur à une crosse d’or en pal accostée de deux montagnes d’argent (symbole du château des évêques de Riez). |
|  | Blasonnement : De sinople à un pal d’or, coupé d’or à un écureuil de sinople.                                                |

## Démographie

### Montagnac
| 1793 | 1800   | 1806 | 1821 | 1831 | 1836 | 1841 | 1846 |
| ---- | ------ | ---- | ---- | ---- | ---- | ---- | ---- |
| 710  | lacune | 721  | 702  | 713  | 710  | 669  | 690  |

| 1851 | 1856 | 1861 | 1866 | 1872 | 1876 | 1881 | 1886 |
| ---- | ---- | ---- | ---- | ---- | ---- | ---- | ---- |
| 656  | 653  | 645  | 646  | 651  | 646  | 609  | 594  |

| 1891 | 1896 | 1901 | 1906 | 1911 | 1921 | 1926 | 1931 |
| ---- | ---- | ---- | ---- | ---- | ---- | ---- | ---- |
| 617  | 575  | 583  | 561  | 527  | 354  | 294  | 294  |

| 1936 | 1946 | 1954 | 1962 | 1968 | - | - | - |
| ---- | ---- | ---- | ---- | ---- | - | - | - |
| 263  | 223  | 200  | 194  | 185  | - | - | - |

La baisse brutale entre les recensements de 1911 et 1921 est due à une surmortalité liée à la Grande Guerre et à la grippe espagnole, ainsi qu’à la poursuite de l’exode rural.

### Montpezat
| 1315    | 1471    | 1765 | 1793 | 1800 | 1806 | 1821 | 1831 |
| ------- | ------- | ---- | ---- | ---- | ---- | ---- | ---- |
| 31 feux | 13 feux | 151  | 213  | 179  | 170  | 144  | 151  |

| 1836 | 1841 | 1846 | 1851 | 1856 | 1861 | 1866 | 1872 |
| ---- | ---- | ---- | ---- | ---- | ---- | ---- | ---- |
| 130  | 142  | 139  | 145  | 125  | 128  | 118  | 99   |

| 1876 | 1881 | 1886 | 1891 | 1896 | 1901 | 1906 | 1911 |
| ---- | ---- | ---- | ---- | ---- | ---- | ---- | ---- |
| 106  | 109  | 82   | 94   | 100  | 86   | 70   | 66   |

| 1921 | 1926 | 1931 | 1936 | 1946 | 1954 | 1962 | 1968 |
| ---- | ---- | ---- | ---- | ---- | ---- | ---- | ---- |
| 47   | 52   | 38   | 29   | 12   | 11   | 14   | 8    |

L’échelle de ce graphique est trois fois moins haut que celle du graphique précédent : l’évolution est la même, mais avec une population trois fois moins importante.

### Montagnac-Montpezat
L'évolution du nombre d'habitants est connue à travers les recensements de la population effectués dans la commune depuis 1793. Pour les communes de moins de 10 000 habitants, une enquête de recensement portant sur toute la population est réalisée tous les cinq ans, les populations de référence des années intermédiaires étant quant à elles estimées par interpolation ou extrapolation. Pour la commune, le premier recensement exhaustif entrant dans le cadre du nouveau dispositif a été réalisé en 2005.

En 2022, la commune comptait 405 habitants, en évolution de −3,8 % par rapport à 2016 (Alpes-de-Haute-Provence : +2,84 %, France hors Mayotte : +2,11 %).
| 1793 | 1806 | 1821 | 1831 | 1836 | 1841 | 1846 | 1851 | 1856 |
| ---- | ---- | ---- | ---- | ---- | ---- | ---- | ---- | ---- |
| 710  | 721  | 702  | 713  | 710  | 669  | 690  | 656  | 653  |

| 1861 | 1866 | 1872 | 1876 | 1881 | 1886 | 1891 | 1896 | 1901 |
| ---- | ---- | ---- | ---- | ---- | ---- | ---- | ---- | ---- |
| 645  | 646  | 651  | 646  | 609  | 594  | 617  | 575  | 583  |

| 1906 | 1911 | 1921 | 1926 | 1931 | 1936 | 1946 | 1954 | 1962 |
| ---- | ---- | ---- | ---- | ---- | ---- | ---- | ---- | ---- |
| 561  | 527  | 354  | 294  | 294  | 263  | 223  | 200  | 194  |

| 1968 | 1975 | 1982 | 1990 | 1999 | 2005 | 2006 | 2010 | 2015 |
| ---- | ---- | ---- | ---- | ---- | ---- | ---- | ---- | ---- |
| 185  | 162  | 215  | 279  | 321  | 391  | 399  | 421  | 422  |

| 2020 | 2022 | - | - | - | - | - | - | - |
| ---- | ---- | - | - | - | - | - | - | - |
| 413  | 405  | - | - | - | - | - | - | - |

## Politique et administration

### Découpage territorial
La commune de Montagnac-Montpezat est membre de la communauté d'agglomération Durance-Luberon-Verdon Agglomération, un établissement public de coopération intercommunale (EPCI) à fiscalité propre créé le 16 novembre 2012 (avec effet au 1er janvier 2013) dont le siège est à Manosque. Ce dernier est par ailleurs membre d'autres groupements intercommunaux. De 2010 à 2012, elle faisait partie de la communauté de communes Luberon Durance Verdon.
Sur le plan administratif, elle est rattachée à l'arrondissement de Forcalquier, à la circonscription administrative de l'État des Alpes-de-Haute-Provence et à la région Provence-Alpes-Côte d'Azur.
Sur le plan électoral, elle dépend du canton de Valensole pour l'élection des conseillers départementaux, depuis le redécoupage cantonal de 2014 entré en vigueur en 2015, et de la première circonscription des Alpes-de-Haute-Provence pour les élections législatives, depuis le dernier découpage électoral de 2010.

### Municipalité
| Période                                  | Période                   | Identité        | Étiquette | Qualité                                             |
| ---------------------------------------- | ------------------------- | --------------- | --------- | --------------------------------------------------- |
| Les données manquantes sont à compléter. |                           |                 |           |                                                     |
| mai 1945                                 |                           | Fernand Bagarre | Résistant | Ancien Résistant, se présente sous cette étiquette. |
|                                          |                           |                 |           |                                                     |
| mars 1971                                | 1989                      | Fernand Bagarre |           |                                                     |
| mars 1989                                | mars 2001                 | Pierre Vernet   |           |                                                     |
| mars 2001                                | mars 2008                 | Roger Reille    |           |                                                     |
| mars 2008                                | En cours (au 8 août 2021) | François Greco, | DVG       | Retraité                                            |

Après annulation de l'élection de 2014 pour cause de doute sur le dépouillement de 80 bulletins, la liste de François Greco est réélue en mars 2015.

### Budget et fiscalité 2015
En 2015, le budget de la commune était constitué ainsi :
- total des produits de fonctionnement : 746 000 €, soit 1 780 € par habitant ;
- total des charges de fonctionnement : 681 000 €, soit 1 626 € par habitant ;
- total des ressources d’investissement : 888 000 €, soit 2 120 € par habitant ;
- total des emplois d’investissement : 515 000 €, soit 1 229 € par habitant.
- endettement : 153 000 €, soit 364 € par habitant.

Avec les taux de fiscalité suivants :
- taxe d’habitation : 4,15 % ;
- taxe foncière sur les propriétés bâties : 23,03 % ;
- taxe foncière sur les propriétés non bâties : 51,305 % ;
- taxe additionnelle à la taxe foncière sur les propriétés non bâties : 0,00 % ;
- cotisation foncière des entreprises : 0,00 %.

### Enseignement
La commune est dotée d’une école primaire.

### Environnement et recyclage
La collecte et traitement des déchets des ménages et déchets assimilés et la protection et mise en valeur de l'environnement se font dans le cadre de la communauté d'agglomération Durance Luberon Verdon.

## Économie

### Aperçu général
En 2009, la population active s’élevait à 160 personnes, dont 21 chômeurs (24 fin 2011). Ces travailleurs sont majoritairement salariés (61 %) et travaillent presque de manière égale dans et hors de la commune (45 % travaillent dans la commune de Montagnac-Montpezat).

### Agriculture
Fin 2010, le secteur primaire (agriculture, sylviculture, pêche) comptait 21 établissements actifs au sens de l’Insee (exploitants non professionnels inclus) et quatre emplois salariés.
Le nombre d’exploitations professionnelles, selon l’enquête Agreste du ministère de l’Agriculture, est de 13 en 2010. Il était de 15 en 2000, de 17 en 1988. Actuellement[Quand ?], ces exploitants sont essentiellement spécialisés dans les grandes cultures (pour neuf d’entre eux). De 1988 à 2000, la surface agricole utile (SAU) a fortement augmenté, de 900 à 1 581 ha. La SAU a légèrement diminué lors de la dernière décennie, mais reste à un niveau élevé, à 1 451 ha.
La culture de l’olivier est pratiquée dans la commune depuis des siècles, tout en étant limitée à des surfaces restreintes. Le terroir de la commune se situe en effet à la limite altitudinale de l’arbre, qui ne peut que difficilement être exploité au-delà des 650 mètres. Actuellement[Quand ?], l’oliveraie communale compte moins de 1 000 pieds. L’huile produite à partir des olives récoltées dans la commune bénéficie des appellations d’origine contrôlée (AOC) huile d’olive de Provence et huile d’olive de Haute-Provence.
La vigne, autre composante de la triade méditerranéenne, est aussi présente anciennement. Au XIXe siècle, le vin produit et destiné à l’autoconsommation avait une qualité permettant de le vendre sur les marchés régionaux. Actuellement[Quand ?], les surfaces plantées sont symboliques.

### Industrie
Fin 2010, le secteur secondaire (industrie et construction) comptait 17 établissements, employant six salariés.

### Activités de service
Fin 2010, le secteur tertiaire (commerces, services) comptait 38 établissements (avec deux emplois salariés), auxquels s’ajoutent les cinq établissements du secteur administratif (regroupé avec le secteur sanitaire et social et l’enseignement), salariant 18 personnes.
D'après l’Observatoire départemental du tourisme, la fonction touristique est très importante pour la commune, avec plus de cinq touristes accueillis par habitant
, la capacité d'hébergement se répartissant de manière équilibrée entre secteur marchand et secteur non marchand. Plusieurs structures d’hébergement à finalité touristique existent dans la commune :
- deux hôtels[75] non classés[76] ;
- un camping quatre étoiles[77] avec une capacité de 290 emplacements[78] ;
- plusieurs meublés labellisés[79];
- des chambres d’hôtes[80] ;
- un village de vacances avec une capacité dépassant les 600 places[81].

Les résidences secondaires apportent un complément appréciable à la capacité d’accueil : au nombre de 260, elles représentent plus de la moitié des logements (53 %),.

## Sites et monuments
La mairie de Montagnac-Montpezat se trouve au cœur du village de Montagnac, face à l'église paroissiale (l'ancienne mairie de Montpezat a été reconvertie en gîte et en mairie annexe). Le bâtiment aux dimensions imposantes est très abîmé ; il a en outre subi de malheureuses transformations après 2008.
L’église paroissiale de Montagnac est placée sous le vocable de Saint-Pierre-aux-Liens, et son saint patron est saint Christophe. Elle est de style roman, et a été remaniée au XVIIe siècle. Elle possède une statue de saint Antoine le Grand, patron des trufficulteurs représenté avec sa truie. La crèche de Noël, qui possède quinze santons de cire et de carton-pâte, est classée monument historique au titre objet et date de la première moitié du XIXe siècle,. Une chapelle située à l’est du village, sur la route qui conduit au silo à grains, est également sous le vocable de Saint-Christophe.
Les ruines de son château médiéval dominent le village de Montagnac.
Le château de Montpezat, pour partie ruiné, pour partie transformé en habitation, surplombe le village et offre à la vue des vestiges plus intéressants que le précédent, presque disparu : celui-ci est daté en partie des XIIe, XIIIe (porte voûtée à hauts claveaux), XIVe, XVIe (meneaux) et XVIIIe siècles,. La cheminée en gypserie, menacée par les intempéries à la suite de l'effondrement d’un pan du château, a été déposée et transportée au château de Clumanc : son manteau est orné d’une palme croisée avec une branche de feuillu, et d’autres motifs végétaux.
L'ancienne église paroissiale de Montpezat (propriété de la commune) est de style roman : elle a fait l'objet d'une inscription aux Monuments historiques. Elle est placée sous la protection de saint Julien de Tolède. Construite au XIIIe siècle avec deux chapelles latérales, elle a été remaniée au XIXe siècle : elle présente un chevet plat, et des voûtes d’ogives retombant sur culots. Sa cloche est datée de 1530. Ses murs ont conservé des fresques notables.
Une ancienne chapelle (ou église ?) d'un domaine privé « Saint-Saturnin » est située à proximité du cours du Verdon sur la route de Saint-Laurent du Verdon. Elle a été aménagée en habitation à une date inconnue (elle apparaît déjà à l'état de ruine sur la carte de Cassini). Il en subsiste l’abside désormais occupée par un escalier à vis médiéval et une partie des murs construits en bel appareil de petite taille.
Monument aux morts.
Fontaines et lavoirs, Oratoire St-Sébastien.
Le pont Sylvestre (ou pont de Silvestre), dit « romain », permettait le franchissement de la gorge du Verdon à un endroit resserré, sur la route de Baudinard. Il a été détruit lors de la Libération. Construit à l'origine avec une seule arche à double rouleau, de 14 m de portée, le pont étant large de 6,44 m. Détruit pendant la Seconde Guerre mondiale, il est remplacé dans les années 1950 par une passerelle de bois. Un pont au tablier en béton est construit en 1975. Datant du XVIIe siècle, l’ancien pont est classé monument historique en 1930 (également sur la commune de Baudinard).
Coopérative agricole (coopérative céréalière) dite Coopérative agricole de céréales de Haute-Provence.

## Personnalités liées à la commune
- Poitevin (Aimé, Marie, Alphonse), personne morte en déportation.

## Vie locale
- Fêtes de Montagnac : Saint-Antoine, Saint-Christophe
- Fête de Montpezat : Saint-Julien, début août